# ティーズファクトリー
有限会社ティーズファクトリー（T's Factory）とは、声優の子安武人が設立した声優事務所、有限会社である。

## 概要
1998年10月、子安武人がぷろだくしょんバオバブに10年間所属したのを節目として同事務所から独立。
元々は子安自身の個人事務所だったが、その後事務所の後輩だった荻原秀樹が志願して移籍した。荻原は「今は小さいですが、将来、声優業界と言ったらティーズ王国と言われるようなティーズファクトリーになるよう願っています」と語っていた。しかし、それを聞いた子安は「小さくて悪かったな!僕としては細々とやっていきたい」と述べていた。

## 所属声優
- 子安武人（代表取締役社長）
- 佐藤ミチル
- 子安光樹（子安武人の実子）[1]

## かつて所属していた声優
- 荻原秀樹